# درينتشت آخت فان ويسترفيلد 2022
درينتشت آخت فان ويسترفيلد 2022 هو سباق دراجات هوائية، وهو الموسم رقم 15 من درينتشت آخت فان ويسترفيلد ‏، وأقيم في 11 مارس 2022 ضمن سباقات سباق الدراجات على الطريق للسيدات 2022، وشارك فيه 121 متسابقاً ووصل إلى نهايته 63 متسابقاً.
فاز بالمركز الأول كريستين ماجروس، وبالمركز الثاني أليسون جاكسون، وبالمركز الثالث فلورتجي ماكايج.

## الفرق
| فرق سيدات عالمية (3)- ليف ريسينغ 2022 ‏ - فريق سنويب للسيدات 2022 ‏ - إس دي وركس 2022 ‏ فرق دراجات قارية سيدات (9)- Andy Schleck–CP NVST–Immo Losch ‏ - بيزكايا دورانجو 2022 ‏ - Ceratizit Pro Cycling ‏ - Cofidis Women Team ‏ - GT Krush Rebellease Pro Cycling ‏ - مولتوم أكونتانتس 2022 ‏ - إن إكس تي جي ريسينغ 2022 ‏ - باركهوتل فالكنبورغ 2022 ‏ - فالكار ترافل سيرفس 2022 ‏ فرق دراجات هواة سيدات (9)- Jan van Arckel ‏ - Merida Adelaar Ladies‏ - NWVG‏ - Regioteam Noord-Holland Dames‏ - Restore‏ - Talent Development Team‏ - Team Drenthe‏ - MEXX–Watersley International Women's Cycling Team ‏ - WV Schijndel‏ |  |
| |  |

## المشاركون
| إس دي وركس ‏ SDW | إس دي وركس ‏ SDW       | إس دي وركس ‏ SDW |
| --------------- | --------------------- | --------------- |
| م               | عداء                  | مرتبة           |
| 1               | كريستين ماجروس (طريق) | 1               |
| 2               | إيلينا سيتشيني        | 9               |
| 3               | روكسان فورنييه        | 13              |
| 5               | مارلين رويسر (طريق)   | 16              |
| 6               | Lonneke Uneken ‏       | 17              |

| ليف ريسينغ ‏ LIV | ليف ريسينغ ‏ LIV      | ليف ريسينغ ‏ LIV |
| --------------- | -------------------- | --------------- |
| م               | عداء                 | مرتبة           |
| 11              | Rachele Barbieri ‏    | 30              |
| 12              | أليسون جاكسون (طريق) | 2               |
| 14              | Ayesha McGowan ‏      | لم يكمل السباق  |
| 15              | Katia Ragusa ‏        | 32              |
| 16              | Quinty Ton ‏          | 22              |

| فريق سنويب للسيدات ‏ DSM | فريق سنويب للسيدات ‏ DSM | فريق سنويب للسيدات ‏ DSM |
| ----------------------- | ----------------------- | ----------------------- |
| م                       | عداء                    | مرتبة                   |
| 21                      | Léa Curinier ‏           | 34                      |
| 22                      | Megan Jastrab ‏          | 18                      |
| 23                      | ليا كيرشمان             | 21                      |
| 24                      | فرانشيسكا كوش ‏          | 14                      |
| 25                      | Charlotte Kool ‏         | 6                       |
| 26                      | فلورتجي ماكايج          | 3                       |

| Andy Schleck–CP NVST–Immo Losch ‏ ASC | Andy Schleck–CP NVST–Immo Losch ‏ ASC | Andy Schleck–CP NVST–Immo Losch ‏ ASC |
| ------------------------------------ | ------------------------------------ | ------------------------------------ |
| م                                    | عداء                                 | مرتبة                                |
| 31                                   | Michelle Andres ‏                     | لم يكمل السباق                       |
| 32                                   | Fabienne Buri ‏                       | 59                                   |
| 33                                   | Georgia Danford‏                      | لم يكمل السباق                       |
| 34                                   | Kerry Jonker ‏                        | لم يكمل السباق                       |
| 35                                   | Friederike Stern‏                     | 55                                   |

| بيزكايا دورانجو ‏ BDP | بيزكايا دورانجو ‏ BDP | بيزكايا دورانجو ‏ BDP |
| -------------------- | -------------------- | -------------------- |
| م                    | عداء                 | مرتبة                |
| 41                   | Daniela Campos ‏      | لم يكمل السباق       |
| 42                   | Eukene Larrarte ‏     | لم يكمل السباق       |
| 43                   | Sofia Rodríguez ‏     | 51                   |
| 44                   | Aileen Schweikart ‏   | لم يكمل السباق       |
| 45                   | Catalina Soto ‏       | لم يكمل السباق       |
| 46                   | Alba Teruel Ribes ‏   | لم يكمل السباق       |

| Ceratizit Pro Cycling ‏ WNT | Ceratizit Pro Cycling ‏ WNT    | Ceratizit Pro Cycling ‏ WNT |
| -------------------------- | ----------------------------- | -------------------------- |
| م                          | عداء                          | مرتبة                      |
| 51                         | ساندرا ألونسو                 | 40                         |
| 52                         | Martina Fidanza ‏              | لم يكمل السباق             |
| 53                         | Kathrin Schweinberger ‏ (طريق) | لم يكمل السباق             |
| 54                         | Clea Seidel‏                   | لم يكمل السباق             |
| 55                         | ماريا جوليا كونفالونيري       | 8                          |
| 56                         | Lara Vieceli ‏                 | 27                         |

| Cofidis Women Team ‏ COF | Cofidis Women Team ‏ COF  | Cofidis Women Team ‏ COF |
| ----------------------- | ------------------------ | ----------------------- |
| م                       | عداء                     | مرتبة                   |
| 61                      | Cédrine Kerbaol ‏         | 37                      |
| 62                      | Victoire Berteau ‏        | 11                      |
| 64                      | فالنتاين فورتين          | 31                      |
| 66                      | Gabrielle Pilote Fortin ‏ | 46                      |

| GT Krush Rebellease Pro Cycling ‏ BPC | GT Krush Rebellease Pro Cycling ‏ BPC | GT Krush Rebellease Pro Cycling ‏ BPC |
| ------------------------------------ | ------------------------------------ | ------------------------------------ |
| م                                    | عداء                                 | مرتبة                                |
| 71                                   | Sanne Bouwmeester‏                    | 19                                   |
| 72                                   | Femke de Vries ‏                      | 53                                   |
| 73                                   | Anne Dijkstra ‏                       | 38                                   |
| 74                                   | Clara Lundmark ‏                      | 56                                   |
| 75                                   | Daniek Hengeveld ‏                    | 10                                   |
| 76                                   | Marissa Baks ‏                        | لم يكمل السباق                       |

| أوتوجلاس ويترين ‏ MUL | أوتوجلاس ويترين ‏ MUL | أوتوجلاس ويترين ‏ MUL |
| -------------------- | -------------------- | -------------------- |
| م                    | عداء                 | مرتبة                |
| 81                   | Juliet Eickhof‏       | لم يكمل السباق       |
| 82                   | Mareille Meijering ‏  | 25                   |
| 85                   | Céline van Houtum‏    | 33                   |
| 86                   | Bente van Teeseling ‏ | 54                   |

| إن إكس تي جي ريسينغ ‏ AGI | إن إكس تي جي ريسينغ ‏ AGI | إن إكس تي جي ريسينغ ‏ AGI |
| ------------------------ | ------------------------ | ------------------------ |
| م                        | عداء                     | مرتبة                    |
| 91                       | Mylène de Zoete ‏         | 12                       |
| 92                       | Yuli Van der Molen ‏      | 29                       |
| 93                       | Britt Knaven ‏            | لم يكمل السباق           |
| 94                       | Ilse Pluimers ‏           | 28                       |
| 95                       | Maud Rijnbeek ‏           | 26                       |
| 96                       | Eline Van Rooijen ‏       | 36                       |

| باركهوتل فالكنبورغ ‏ PHV | باركهوتل فالكنبورغ ‏ PHV | باركهوتل فالكنبورغ ‏ PHV |
| ----------------------- | ----------------------- | ----------------------- |
| م                       | عداء                    | مرتبة                   |
| 101                     | Leonie Bos ‏             | لم يكمل السباق          |
| 102                     | Pien Limpens ‏           | 48                      |
| 103                     | Quinty Schoens ‏         | 58                      |
| 104                     | NED                     | 24                      |
| 105                     | Sofie van Rooijen ‏      | 44                      |
| 106                     | Marith Vanhove ‏         | 45                      |

| فالكار سيلانس ‏ VAL | فالكار سيلانس ‏ VAL   | فالكار سيلانس ‏ VAL |
| ------------------ | -------------------- | ------------------ |
| م                  | عداء                 | مرتبة              |
| 111                | Anastasia Carbonari ‏ | 42                 |
| 112                | كيارا كونسوني        | 7                  |
| 113                | Eleonora Gasparrini ‏ | 43                 |
| 114                | Emma Redaelli‏        | لم يكمل السباق     |
| 115                | Ilaria Sanguineti ‏   | 41                 |
| 116                | Margaux Vigié ‏       | 49                 |

| Jan van Arckel ‏ ___ | Jan van Arckel ‏ ___ | Jan van Arckel ‏ ___ |
| ------------------- | ------------------- | ------------------- |
| م                   | عداء                | مرتبة               |
| 121                 | Estelle de Jong‏     | لم يكمل السباق      |
| 122                 | Paulien Koster‏      | لم يكمل السباق      |
| 123                 | Inez Beijer ‏        | لم يكمل السباق      |
| 124                 | Puck Moonen ‏        | لم يكمل السباق      |
| 125                 | Hannah van Boven‏    | 62                  |
| 126                 | Ingrit Verhoeff‏     | لم يكمل السباق      |

| Merida Adelaar Ladies‏ ___ | Merida Adelaar Ladies‏ ___ | Merida Adelaar Ladies‏ ___ |
| ------------------------- | ------------------------- | ------------------------- |
| م                         | عداء                      | مرتبة                     |
| 131                       | Miriam Fuselier‏           | لم يكمل السباق            |
| 132                       | Fieke van Keulen‏          | لم يكمل السباق            |
| 133                       | Arenda Middendorp‏         | لم يكمل السباق            |
| 134                       | Eline van den Pol‏         | لم يكمل السباق            |
| 135                       | Tamara van der Linde‏      | لم يكمل السباق            |
| 136                       | Emma van Deursen‏          | لم يكمل السباق            |

| John Deere NWVG‏ ___ | John Deere NWVG‏ ___ | John Deere NWVG‏ ___ |
| ------------------- | ------------------- | ------------------- |
| م                   | عداء                | مرتبة               |
| 141                 | Tjitske Eppinga‏     | لم يكمل السباق      |

| بدون فريق ___ | بدون فريق ___ | بدون فريق ___ |
| ------------- | ------------- | ------------- |
| م             | عداء          | مرتبة         |
| 142           | Manon De Boer‏ | 57            |

| John Deere NWVG‏ ___ | John Deere NWVG‏ ___ | John Deere NWVG‏ ___ |
| ------------------- | ------------------- | ------------------- |
| م                   | عداء                | مرتبة               |
| 143                 | Wendy Oosterwoud‏    | لم يكمل السباق      |
| 144                 | Yvet Schoonewille‏   | لم يكمل السباق      |
| 146                 | Fleur Smith‏         | لم يكمل السباق      |

| Restore‏ ___ | Restore‏ ___            | Restore‏ ___    |
| ----------- | ---------------------- | -------------- |
| م           | عداء                   | مرتبة          |
| 151         | Aranka Berends‏         | لم يكمل السباق |
| 152         | Femke de Graaff‏        | لم يكمل السباق |
| 153         | Jennifer van der Voort‏ | 50             |

| دروبز ‏ DRP | دروبز ‏ DRP   | دروبز ‏ DRP     |
| ---------- | ------------ | -------------- |
| م          | عداء         | مرتبة          |
| 154        | Eva van Agt ‏ | لم يكمل السباق |

| Restore‏ ___ | Restore‏ ___      | Restore‏ ___    |
| ----------- | ---------------- | -------------- |
| م           | عداء             | مرتبة          |
| 155         | Yonna Van Dam‏    | لم يكمل السباق |
| 156         | Myrthe Willemsen‏ | لم يكمل السباق |

| Talent Cycling‏ ___ | Talent Cycling‏ ___     | Talent Cycling‏ ___ |
| ------------------ | ---------------------- | ------------------ |
| م                  | عداء                   | مرتبة              |
| 161                | Demi Beernink‏          | لم يكمل السباق     |
| 162                | Lieske Coumans‏         | لم يكمل السباق     |
| 163                | Marit Wasmus‏           | لم يكمل السباق     |
| 164                | Laura van Regenmortel ‏ | 61                 |
| 165                | Lieke van Zeelst‏       | 47                 |
| 166                | Lieke van Weereld‏      | لم يكمل السباق     |

| Team Drenthe‏ ___ | Team Drenthe‏ ___        | Team Drenthe‏ ___ |
| ---------------- | ----------------------- | ---------------- |
| م                | عداء                    | مرتبة            |
| 171              | Annick Holzhauer‏        | لم يكمل السباق   |
| 172              | Liena de Jong‏           | لم يكمل السباق   |
| 173              | Anniek Mos ‏             | لم يكمل السباق   |
| 174              | Meike Uiterwijk Winkel ‏ | 23               |
| 175              | Haike Verbree‏           | 63               |
| 176              | Marlies Vos‏             | لم يكمل السباق   |

| Regioteam Noord-Holland Dames‏ ___ | Regioteam Noord-Holland Dames‏ ___ | Regioteam Noord-Holland Dames‏ ___ |
| --------------------------------- | --------------------------------- | --------------------------------- |
| م                                 | عداء                              | مرتبة                             |
| 181                               | Lexi Brown‏                        | لم يكمل السباق                    |
| 183                               | Francien Looije‏                   | لم يكمل السباق                    |
| 185                               | Dewi Nicolai‏                      | لم يكمل السباق                    |
| 186                               | Pernilla van Rozelaar‏             | لم يكمل السباق                    |

| MEXX–Watersley International Women's Cycling Team ‏ ___ | MEXX–Watersley International Women's Cycling Team ‏ ___ | MEXX–Watersley International Women's Cycling Team ‏ ___ |
| ------------------------------------------------------ | ------------------------------------------------------ | ------------------------------------------------------ |
| م                                                      | عداء                                                   | مرتبة                                                  |
| 191                                                    | Dagmar Hejhalova‏                                       | لم يكمل السباق                                         |
| 192                                                    | Felicia Bengtsson ‏                                     | لم يكمل السباق                                         |
| 193                                                    | Karlijn Koops‏                                          | لم يكمل السباق                                         |
| 194                                                    | Kitija Siltumena‏                                       | لم يكمل السباق                                         |
| 195                                                    | Iris Timmermans‏                                        | لم يكمل السباق                                         |
| 196                                                    | Sophia Zwaan ‏                                          | 52                                                     |

| WV Schijndel‏ ___ | WV Schijndel‏ ___     | WV Schijndel‏ ___ |
| ---------------- | -------------------- | ---------------- |
| م                | عداء                 | مرتبة            |
| 201              | Cathalijne Hoolwerf ‏ | لم يكمل السباق   |
| 202              | Rose Kloese‏          | 60               |
| 203              | Laura Molenaar ‏      | لم يكمل السباق   |
| 204              | Isa Nomden‏           | لم يكمل السباق   |
| 205              | Lisa Van Helvoirt‏    | 35               |
| 206              | Cecilia van Zuthem‏   | لم يكمل السباق   |

| فريق هولندا لركوب الدراجات للسيدات 2022 ‏ NED | فريق هولندا لركوب الدراجات للسيدات 2022 ‏ NED | فريق هولندا لركوب الدراجات للسيدات 2022 ‏ NED |
| -------------------------------------------- | -------------------------------------------- | -------------------------------------------- |
| م                                            | عداء                                         | مرتبة                                        |
| 211                                          | ثاليتا دي جونج                               | 4                                            |
| 212                                          | Nicole Steigenga ‏                            | 15                                           |
| 213                                          | Sylvie Swinkels ‏                             | 39                                           |
| 214                                          | Marjolein van 't Geloof ‏                     | 20                                           |
| 215                                          | Maike van der Duin ‏                          | 5                                            |

| إس دي وركس ‏ SDW | إس دي وركس ‏ SDW       | إس دي وركس ‏ SDW |
| --------------- | --------------------- | --------------- |
| م               | عداء                  | مرتبة           |
| 1               | كريستين ماجروس (طريق) | 1               |
| 2               | إيلينا سيتشيني        | 9               |
| 3               | روكسان فورنييه        | 13              |
| 5               | مارلين رويسر (طريق)   | 16              |
| 6               | Lonneke Uneken ‏       | 17              |

| ليف ريسينغ ‏ LIV | ليف ريسينغ ‏ LIV      | ليف ريسينغ ‏ LIV |
| --------------- | -------------------- | --------------- |
| م               | عداء                 | مرتبة           |
| 11              | Rachele Barbieri ‏    | 30              |
| 12              | أليسون جاكسون (طريق) | 2               |
| 14              | Ayesha McGowan ‏      | لم يكمل السباق  |
| 15              | Katia Ragusa ‏        | 32              |
| 16              | Quinty Ton ‏          | 22              |

| فريق سنويب للسيدات ‏ DSM | فريق سنويب للسيدات ‏ DSM | فريق سنويب للسيدات ‏ DSM |
| ----------------------- | ----------------------- | ----------------------- |
| م                       | عداء                    | مرتبة                   |
| 21                      | Léa Curinier ‏           | 34                      |
| 22                      | Megan Jastrab ‏          | 18                      |
| 23                      | ليا كيرشمان             | 21                      |
| 24                      | فرانشيسكا كوش ‏          | 14                      |
| 25                      | Charlotte Kool ‏         | 6                       |
| 26                      | فلورتجي ماكايج          | 3                       |

| Andy Schleck–CP NVST–Immo Losch ‏ ASC | Andy Schleck–CP NVST–Immo Losch ‏ ASC | Andy Schleck–CP NVST–Immo Losch ‏ ASC |
| ------------------------------------ | ------------------------------------ | ------------------------------------ |
| م                                    | عداء                                 | مرتبة                                |
| 31                                   | Michelle Andres ‏                     | لم يكمل السباق                       |
| 32                                   | Fabienne Buri ‏                       | 59                                   |
| 33                                   | Georgia Danford‏                      | لم يكمل السباق                       |
| 34                                   | Kerry Jonker ‏                        | لم يكمل السباق                       |
| 35                                   | Friederike Stern‏                     | 55                                   |

| بيزكايا دورانجو ‏ BDP | بيزكايا دورانجو ‏ BDP | بيزكايا دورانجو ‏ BDP |
| -------------------- | -------------------- | -------------------- |
| م                    | عداء                 | مرتبة                |
| 41                   | Daniela Campos ‏      | لم يكمل السباق       |
| 42                   | Eukene Larrarte ‏     | لم يكمل السباق       |
| 43                   | Sofia Rodríguez ‏     | 51                   |
| 44                   | Aileen Schweikart ‏   | لم يكمل السباق       |
| 45                   | Catalina Soto ‏       | لم يكمل السباق       |
| 46                   | Alba Teruel Ribes ‏   | لم يكمل السباق       |

| Ceratizit Pro Cycling ‏ WNT | Ceratizit Pro Cycling ‏ WNT    | Ceratizit Pro Cycling ‏ WNT |
| -------------------------- | ----------------------------- | -------------------------- |
| م                          | عداء                          | مرتبة                      |
| 51                         | ساندرا ألونسو                 | 40                         |
| 52                         | Martina Fidanza ‏              | لم يكمل السباق             |
| 53                         | Kathrin Schweinberger ‏ (طريق) | لم يكمل السباق             |
| 54                         | Clea Seidel‏                   | لم يكمل السباق             |
| 55                         | ماريا جوليا كونفالونيري       | 8                          |
| 56                         | Lara Vieceli ‏                 | 27                         |

| Cofidis Women Team ‏ COF | Cofidis Women Team ‏ COF  | Cofidis Women Team ‏ COF |
| ----------------------- | ------------------------ | ----------------------- |
| م                       | عداء                     | مرتبة                   |
| 61                      | Cédrine Kerbaol ‏         | 37                      |
| 62                      | Victoire Berteau ‏        | 11                      |
| 64                      | فالنتاين فورتين          | 31                      |
| 66                      | Gabrielle Pilote Fortin ‏ | 46                      |

| GT Krush Rebellease Pro Cycling ‏ BPC | GT Krush Rebellease Pro Cycling ‏ BPC | GT Krush Rebellease Pro Cycling ‏ BPC |
| ------------------------------------ | ------------------------------------ | ------------------------------------ |
| م                                    | عداء                                 | مرتبة                                |
| 71                                   | Sanne Bouwmeester‏                    | 19                                   |
| 72                                   | Femke de Vries ‏                      | 53                                   |
| 73                                   | Anne Dijkstra ‏                       | 38                                   |
| 74                                   | Clara Lundmark ‏                      | 56                                   |
| 75                                   | Daniek Hengeveld ‏                    | 10                                   |
| 76                                   | Marissa Baks ‏                        | لم يكمل السباق                       |

| أوتوجلاس ويترين ‏ MUL | أوتوجلاس ويترين ‏ MUL | أوتوجلاس ويترين ‏ MUL |
| -------------------- | -------------------- | -------------------- |
| م                    | عداء                 | مرتبة                |
| 81                   | Juliet Eickhof‏       | لم يكمل السباق       |
| 82                   | Mareille Meijering ‏  | 25                   |
| 85                   | Céline van Houtum‏    | 33                   |
| 86                   | Bente van Teeseling ‏ | 54                   |

| إن إكس تي جي ريسينغ ‏ AGI | إن إكس تي جي ريسينغ ‏ AGI | إن إكس تي جي ريسينغ ‏ AGI |
| ------------------------ | ------------------------ | ------------------------ |
| م                        | عداء                     | مرتبة                    |
| 91                       | Mylène de Zoete ‏         | 12                       |
| 92                       | Yuli Van der Molen ‏      | 29                       |
| 93                       | Britt Knaven ‏            | لم يكمل السباق           |
| 94                       | Ilse Pluimers ‏           | 28                       |
| 95                       | Maud Rijnbeek ‏           | 26                       |
| 96                       | Eline Van Rooijen ‏       | 36                       |

| باركهوتل فالكنبورغ ‏ PHV | باركهوتل فالكنبورغ ‏ PHV | باركهوتل فالكنبورغ ‏ PHV |
| ----------------------- | ----------------------- | ----------------------- |
| م                       | عداء                    | مرتبة                   |
| 101                     | Leonie Bos ‏             | لم يكمل السباق          |
| 102                     | Pien Limpens ‏           | 48                      |
| 103                     | Quinty Schoens ‏         | 58                      |
| 104                     | NED                     | 24                      |
| 105                     | Sofie van Rooijen ‏      | 44                      |
| 106                     | Marith Vanhove ‏         | 45                      |

| فالكار سيلانس ‏ VAL | فالكار سيلانس ‏ VAL   | فالكار سيلانس ‏ VAL |
| ------------------ | -------------------- | ------------------ |
| م                  | عداء                 | مرتبة              |
| 111                | Anastasia Carbonari ‏ | 42                 |
| 112                | كيارا كونسوني        | 7                  |
| 113                | Eleonora Gasparrini ‏ | 43                 |
| 114                | Emma Redaelli‏        | لم يكمل السباق     |
| 115                | Ilaria Sanguineti ‏   | 41                 |
| 116                | Margaux Vigié ‏       | 49                 |

| Jan van Arckel ‏ ___ | Jan van Arckel ‏ ___ | Jan van Arckel ‏ ___ |
| ------------------- | ------------------- | ------------------- |
| م                   | عداء                | مرتبة               |
| 121                 | Estelle de Jong‏     | لم يكمل السباق      |
| 122                 | Paulien Koster‏      | لم يكمل السباق      |
| 123                 | Inez Beijer ‏        | لم يكمل السباق      |
| 124                 | Puck Moonen ‏        | لم يكمل السباق      |
| 125                 | Hannah van Boven‏    | 62                  |
| 126                 | Ingrit Verhoeff‏     | لم يكمل السباق      |

| Merida Adelaar Ladies‏ ___ | Merida Adelaar Ladies‏ ___ | Merida Adelaar Ladies‏ ___ |
| ------------------------- | ------------------------- | ------------------------- |
| م                         | عداء                      | مرتبة                     |
| 131                       | Miriam Fuselier‏           | لم يكمل السباق            |
| 132                       | Fieke van Keulen‏          | لم يكمل السباق            |
| 133                       | Arenda Middendorp‏         | لم يكمل السباق            |
| 134                       | Eline van den Pol‏         | لم يكمل السباق            |
| 135                       | Tamara van der Linde‏      | لم يكمل السباق            |
| 136                       | Emma van Deursen‏          | لم يكمل السباق            |

| John Deere NWVG‏ ___ | John Deere NWVG‏ ___ | John Deere NWVG‏ ___ |
| ------------------- | ------------------- | ------------------- |
| م                   | عداء                | مرتبة               |
| 141                 | Tjitske Eppinga‏     | لم يكمل السباق      |

| بدون فريق ___ | بدون فريق ___ | بدون فريق ___ |
| ------------- | ------------- | ------------- |
| م             | عداء          | مرتبة         |
| 142           | Manon De Boer‏ | 57            |

| John Deere NWVG‏ ___ | John Deere NWVG‏ ___ | John Deere NWVG‏ ___ |
| ------------------- | ------------------- | ------------------- |
| م                   | عداء                | مرتبة               |
| 143                 | Wendy Oosterwoud‏    | لم يكمل السباق      |
| 144                 | Yvet Schoonewille‏   | لم يكمل السباق      |
| 146                 | Fleur Smith‏         | لم يكمل السباق      |

| Restore‏ ___ | Restore‏ ___            | Restore‏ ___    |
| ----------- | ---------------------- | -------------- |
| م           | عداء                   | مرتبة          |
| 151         | Aranka Berends‏         | لم يكمل السباق |
| 152         | Femke de Graaff‏        | لم يكمل السباق |
| 153         | Jennifer van der Voort‏ | 50             |

| دروبز ‏ DRP | دروبز ‏ DRP   | دروبز ‏ DRP     |
| ---------- | ------------ | -------------- |
| م          | عداء         | مرتبة          |
| 154        | Eva van Agt ‏ | لم يكمل السباق |

| Restore‏ ___ | Restore‏ ___      | Restore‏ ___    |
| ----------- | ---------------- | -------------- |
| م           | عداء             | مرتبة          |
| 155         | Yonna Van Dam‏    | لم يكمل السباق |
| 156         | Myrthe Willemsen‏ | لم يكمل السباق |

| Talent Cycling‏ ___ | Talent Cycling‏ ___     | Talent Cycling‏ ___ |
| ------------------ | ---------------------- | ------------------ |
| م                  | عداء                   | مرتبة              |
| 161                | Demi Beernink‏          | لم يكمل السباق     |
| 162                | Lieske Coumans‏         | لم يكمل السباق     |
| 163                | Marit Wasmus‏           | لم يكمل السباق     |
| 164                | Laura van Regenmortel ‏ | 61                 |
| 165                | Lieke van Zeelst‏       | 47                 |
| 166                | Lieke van Weereld‏      | لم يكمل السباق     |

| Team Drenthe‏ ___ | Team Drenthe‏ ___        | Team Drenthe‏ ___ |
| ---------------- | ----------------------- | ---------------- |
| م                | عداء                    | مرتبة            |
| 171              | Annick Holzhauer‏        | لم يكمل السباق   |
| 172              | Liena de Jong‏           | لم يكمل السباق   |
| 173              | Anniek Mos ‏             | لم يكمل السباق   |
| 174              | Meike Uiterwijk Winkel ‏ | 23               |
| 175              | Haike Verbree‏           | 63               |
| 176              | Marlies Vos‏             | لم يكمل السباق   |

| Regioteam Noord-Holland Dames‏ ___ | Regioteam Noord-Holland Dames‏ ___ | Regioteam Noord-Holland Dames‏ ___ |
| --------------------------------- | --------------------------------- | --------------------------------- |
| م                                 | عداء                              | مرتبة                             |
| 181                               | Lexi Brown‏                        | لم يكمل السباق                    |
| 183                               | Francien Looije‏                   | لم يكمل السباق                    |
| 185                               | Dewi Nicolai‏                      | لم يكمل السباق                    |
| 186                               | Pernilla van Rozelaar‏             | لم يكمل السباق                    |

| MEXX–Watersley International Women's Cycling Team ‏ ___ | MEXX–Watersley International Women's Cycling Team ‏ ___ | MEXX–Watersley International Women's Cycling Team ‏ ___ |
| ------------------------------------------------------ | ------------------------------------------------------ | ------------------------------------------------------ |
| م                                                      | عداء                                                   | مرتبة                                                  |
| 191                                                    | Dagmar Hejhalova‏                                       | لم يكمل السباق                                         |
| 192                                                    | Felicia Bengtsson ‏                                     | لم يكمل السباق                                         |
| 193                                                    | Karlijn Koops‏                                          | لم يكمل السباق                                         |
| 194                                                    | Kitija Siltumena‏                                       | لم يكمل السباق                                         |
| 195                                                    | Iris Timmermans‏                                        | لم يكمل السباق                                         |
| 196                                                    | Sophia Zwaan ‏                                          | 52                                                     |

| WV Schijndel‏ ___ | WV Schijndel‏ ___     | WV Schijndel‏ ___ |
| ---------------- | -------------------- | ---------------- |
| م                | عداء                 | مرتبة            |
| 201              | Cathalijne Hoolwerf ‏ | لم يكمل السباق   |
| 202              | Rose Kloese‏          | 60               |
| 203              | Laura Molenaar ‏      | لم يكمل السباق   |
| 204              | Isa Nomden‏           | لم يكمل السباق   |
| 205              | Lisa Van Helvoirt‏    | 35               |
| 206              | Cecilia van Zuthem‏   | لم يكمل السباق   |

| فريق هولندا لركوب الدراجات للسيدات 2022 ‏ NED | فريق هولندا لركوب الدراجات للسيدات 2022 ‏ NED | فريق هولندا لركوب الدراجات للسيدات 2022 ‏ NED |
| -------------------------------------------- | -------------------------------------------- | -------------------------------------------- |
| م                                            | عداء                                         | مرتبة                                        |
| 211                                          | ثاليتا دي جونج                               | 4                                            |
| 212                                          | Nicole Steigenga ‏                            | 15                                           |
| 213                                          | Sylvie Swinkels ‏                             | 39                                           |
| 214                                          | Marjolein van 't Geloof ‏                     | 20                                           |
| 215                                          | Maike van der Duin ‏                          | 5                                            |

## التصنيف العام النهائي
| التصنيف العام | التصنيف العام           | التصنيف العام | التصنيف العام                    | التصنيف العام |  |
| العداء        | العداء                  | البلد         | الفريق                           | الوقت         |  |
| ------------- | ----------------------- | ------------- | -------------------------------- | ------------- |  |
| 1             | كريستين ماجروس          | لوكسمبورغ     | إس دي وركس ‏                      | 3 س 19 د 35 ث |  |
| 2             | أليسون جاكسون           | كندا          | ليف ريسينغ ‏                      | + 0 ث         |  |
| 3             | فلورتجي ماكايج          | هولندا        | فريق سنويب للسيدات ‏              | + 0 ث         |  |
| 4             | ثاليتا دي جونج          | هولندا        | بنجوال شوفالمير ‏                 | + 0 ث         |  |
| 5             | Maike van der Duin ‏     | هولندا        | دروبز ‏                           | + 1 د 34 ث    |  |
| 6             | Charlotte Kool ‏         | هولندا        | فريق سنويب للسيدات ‏              | + 1 د 34 ث    |  |
| 7             | كيارا كونسوني           | إيطاليا       | فالكار سيلانس ‏                   | + 1 د 34 ث    |  |
| 8             | ماريا جوليا كونفالونيري | إيطاليا       | Ceratizit Pro Cycling ‏           | + 1 د 34 ث    |  |
| 9             | إيلينا سيتشيني          | إيطاليا       | إس دي وركس ‏                      | + 1 د 34 ث    |  |
| 10            | Daniek Hengeveld ‏       | هولندا        | GT Krush Rebellease Pro Cycling ‏ | + 1 د 34 ث    |  |